# Iulia Malinova
Iulia Malinova, născută Iakovlevna Schneider, (în bulgară Юлия Маринова (Яковлевна Шнайдер); n. 15 septembrie 1869, Imperiul Rus – d. 5 octombrie 1953, Sofia, Republica Populară Bulgaria) a fost o sufragetă bulgară și activistă pentru drepturile femeilor. Ea a fost cofondatoare a Uniunii Femeilor Bulgare⁠(d) și a fost președinte al acestei organizații de două ori: în perioadele 1908–1910 și 1912–1926.

## Biografie
Iulia Malinova s-a născut în 1869 într-o familie evreiască rusă. A fost educată în Franța și Elveția, unde s-a simțit atrasă de ideile liberale contemporane. A sosit la Sofia în urma unei invitații din partea familiei profesorului Mihailo Drahomanov (1841–1895). S-a convertit la religia creștin ortodoxă înainte de a se căsători cu avocatul Aleksandăr Malinov⁠(d), care a devenit ulterior prim-ministru al Bulgariei (1908–1911, 1918, 1931). Iulia Malinova a editat, începând din 1899, ziarul Jenski glas („Vocea feminină”), împreună cu profesoara, scriitoarea și activista socialistă Anna Karima⁠(d), soția socialistului Ianko Sakăzov⁠(d), iar în 1901 ele au fondat Uniunea Femeilor Bulgare, care a avut-o inițial ca președinte pe Anna Karima. Această organizație, care grupa cele 27 de organizații locale de femei înființate în Bulgaria din 1878, a fost fondată ca răspuns la limitarea educației și accesului femeilor la studii universitare în anii 1890. Scopul organizației era promovarea dezvoltării intelectuale și implicării sociale a femeilor. Uniunea Femeilor Bulgare a organizat congrese naționale și a avut ca organ de presă ziarul Jenski Glass.
În anul 1908 Iulia Malinova i-a succedat Annei Karima ca președinte al organizației și a depus eforturi ca Uniunea Femeilor Bulgare să devină membră a Consiliului Internațional al Femeilor (ICW) și a Alianței Internaționale pentru Votul Femeilor (IAW), cu ocazia participării ei la Congresul de la Stockholm al IAW în 1911. După o perioadă de instabilitate, ea a făcut ca organizația să fie deschisă tuturor claselor sociale și convingerilor politice, devenind o organizație „cu adevărat feministă”. Clarificându-și obiectivele și strategiile, organizația a încorporat agenda mișcării internaționale a femeilor, printre care lupta pentru drepturi politice și civile, egalitatea drepturilor la educație între bărbați și femei, accesul femeilor la orice profesie, realizarea unor campanii împotriva traficului femeilor, reglementarea prostituției etc.
În anul 1925 a fost delegată la Congresul Consiliului Internațional al Femeilor de la Washington și, tot în același an, a fost atacată de câteva femei naționaliste bulgare din cauza originei sale străine. S-a retras din funcția de președinte în 1926 și a fost urmată de Dimitrana Ivanova⁠(d). A continuat, cu toate acestea, să fie activă în restul anilor 1920 și în anii 1930, a condus un orfelinat al societății Milosurdie și a fondat uniunea Suiuz na siratsite și o casă de vară pentru orfani în orașul Berkovița. Iulia Malinova a murit în anul 1953.